# Автово (станція)
Автово — вантажна товарна станція і термінали Жовтневої залізниці в Кіровському районі Санкт-Петербурга. За характером основної роботи є вантажною, за обсягом виконуваної роботи віднесена до позакласних станцій.

## Історія
Станцію відкрито в 1881 року.
В 2008 році проведена комплексна реконструкція станції(електрифікація і подовження приймально-відправних колій).
При реконструкції були знесені дореволюційні будівлі станції, побудовані в цегляному стилі з елементами модерну.

## Опис
Станція завершує із західного боку «південну портову залізницю» Санкт-Петербурзького залізничного вузла. Західна горловина станції переходить в численні під'їзні колії до вантажних терміналів південної частини Морського порту Петербурга (станція Автово обслуговує 3 і 4 райони порту, 1 і 2 — розташована на північ від станція Новий Порт). Уздовж найпівденнішого з цих колій проходить дорога до Вугільної гавані і протікає Красненька річка. Над західною горловиною прямує побудований в 1980 році шляхопровід «Автово», по якому проходить Проспект Маршала Жукова.
Над східною горловиною проходять Автовський трамвайний шляхопровід і побудований в 2002 році автомобільний шляхопровід проспекту Стачек. Далі колії від станції розокремлюються: на північ прямує гілка до станції Нарвська і далі на північну «Путилівської залізниці». До середини 2000-х рр. це був єдиний виїзд зі станції; залізниця, що прямує на південний схід, була сполучена з електродепо «Автово» петербурзького метрополітену. Потім залізницю продовжили і з'єднали її з коліями в сторону платформи Ленінський Проспект, які потім розділяються на два напрямки — на ст. Передпортова та ст. Лігово. З боку платформи, як і з боку станції «Автово», є сполучення зі станцією Нарвська, які перетинають по двох переїздах магістральну Краснопутилівську вулицю, що є причиною регулярних короків на ній.